# Ramat Alma
Ramat Alma (hebrejsky: רמת עלמה) je horský hřbet o nadmořské výšce 626 metrů v Izraeli, v Horní Galileji.
Nachází se necelé 2 kilometry severovýchodně od vesnice Alma a cca 10 kilometrů severoseverovýchodně od Safedu. Má podobu rozsáhlejšího částečně zalesněného návrší s několika vrcholky. Na jihu jej ohraničuje údolí vádí Nachal Kacijon, na severní straně teče Nachal Dišon.